# Die Insel der Abenteuer
Die Insel der Abenteuer (Originaltitel: Nim’s Island) ist ein US-amerikanischer Abenteuerfilm aus dem Jahr 2008. Regie führten die Eheleute Jennifer Flackett und Mark Levin, die gemeinsam mit Joseph Kwong und mit der Produzentin Paula Mazur auch das Drehbuch anhand des Romans Wie versteckt man eine Insel? (Nim’s Island) von Wendy Orr schrieben.

## Handlung
Der Meeresbiologe Jack Rusoe und seine elfjährige Tochter Nim leben nach dem Tod seiner Frau auf einer einsamen Insel im Südpazifik (20° S, 162° W). Bei einer seiner Expeditionen zu einem entfernten Atoll zieht ein Unwetter auf, in dem Jack in Seenot gerät und zu ertrinken droht. Zu der Zeit allein auf der Insel, lernt Nim im Internet vermeintlich den aus ihren Lieblingsromanen bekannten, Abenteurer Alex Rover kennen, den sie sehr verehrt. Hinter dem Pseudonym der erhaltenen E-Mail verbirgt sich die Autorin Alexandra Rover, die von dem Forscher auf der Insel erfahren hat und sich von Jack Fachinformationen für ihr aktuelles Buch erhofft. Um die Fragen beantworten zu können, unternimmt Nim eine Exkursion auf den Vulkan der Insel, bei der sie sich leicht verletzt und außerdem ein Schiff beobachtet, das vor Anker geht. Dessen Besatzung untersucht die Insel auf ihre Eignung als Touristenattraktion. Nim hält sie aber für Piraten und trifft Vorbereitungen, die Insel gefährlich erscheinen zu lassen. Alexandra hat inzwischen den Verdacht, statt des Wissenschaftlers ein auf sich allein gestelltes Kind vor sich zu haben. Sie, die sich wegen ihrer Platzangst schon fürchtet, auch nur das Haus zu verlassen, bekommt ein schlechtes Gewissen, ein Kind in gefährliche Situationen gebracht zu haben und für dessen Verletzung verantwortlich zu sein. So fragt sie Nim nach ihrem Alter, und ob sie Hilfe brauche, worauf Nim die Wahrheit schreibt und ihren vermeintlichen Helden bittet, ihr bei der Suche nach ihrem Vater zu helfen.
Alexandra ist um Nims Sicherheit so sehr besorgt, dass sie sich auf Drängen ihrer fiktiven Figur Alex Rover, die ihr in einer Art schizophrener Halluzination ständig erscheint, tatsächlich auf die lange Reise zu Nim macht. Und das, obwohl sich die neurotische Autorin mit ihrer Romanfigur nur den Namen teilt: Die Recherchen für ihre Bücher betreibt sie ausschließlich im Internet, sie hat panische Angst vor Spinnen und Krankheiten und hat ständig Desinfektionsmittel bei sich. Während es Nim gelingt, die ersten Touristen samt Reiseveranstaltern panisch flüchtend zu vertreiben, erreicht Alexandra nach einer abenteuerlichen Reise die Küste der Insel und wird dort von Nim in letzter Sekunde vor dem Ertrinken gerettet. Nim, die einen Abenteurer und Helden als Helfer erwartet hatte, ist von der selbst hilflosen Frau schwer enttäuscht, hilft ihr aber schließlich, auf der Insel zurechtzukommen. In der Zwischenzeit ereilt Jack bei seiner Bemühung, zurück an Land zu kommen, ein Schicksalsschlag nach dem nächsten. Trotzdem schafft er es schließlich, die Insel auf einem Floß zu erreichen, das er aus wenigen Bruchstücken seines havarierten Bootes bauen konnte.
An Land angekommen, ist er von der Schriftstellerin sofort angetan, die sich inzwischen mit seiner Tochter angefreundet hat. Und Alexandra stellt fest, dass Jack exakt so aussieht, wie sie sich ihren eigenen Romanhelden Alex immer so lebhaft vorgestellt hatte. Es folgt der letzte Satz des Films, von Nim in Erzählform gesprochen, dass nun eine neue Geschichte beginnt, von der niemand weiß, wie sie enden wird.

## Hintergründe
Der Film wurde von dem Unternehmen Walden Media finanziert. Er wurde im Sommer 2007 auf der Hinchinbrook Island, in Port Douglas (Queensland) sowie in den Warner Roadshow Studios in Oxenford gedreht. Die Produktionskosten betrugen schätzungsweise 37 Millionen US-Dollar. Der Komponist Patrick Doyle nahm die Filmmusik gemeinsam mit dem aus 57 Musikern bestehenden Orchester Hollywood Studio Symphony in Los Angeles auf.
Der Film startete in den australischen Kinos am 3. April 2008 und in den USA am 4. April 2008. Der deutsche Kinostart folgte am 19. Juni 2008. Der Film spielte insgesamt weltweit ca. 100 Millionen US-Dollar ein, darunter ca. 48 Millionen US-Dollar in den Kinos der USA und 4,07 Millionen US-Dollar in Deutschland.

## Kritiken
Der Film erhielt gemischte Kritiken und erreichte bei Rotten Tomatoes eine Bewertung von 51 %, basierend auf 101 Kritiken. Bei Metacritic konnte ein Metascore von 55 von 100, basierend auf 24 Kritiken, erzielt werden.
Justin Chang schrieb in der Zeitschrift Variety vom 7. April 2008, die „pittoreske Abenteuerkomödie“ kippe schnell unter dem Gewicht des Slapsticks um. Sie sei strikt für Kinder bestimmt. Einige Dialoge seien peinlich, die Actionszenen seien halbherzig. Die Anzahl der Fälle der Produktplatzierungen – darunter für Apple – sei „alarmierend“.
Kirk Honeycutt schrieb in The Hollywood Reporter vom 4. April 2008, der Film – anders als Auf der Jagd nach dem grünen Diamanten – habe Probleme damit, eine klare Trennlinie zwischen der realen und der fiktiven Welt der Schriftstellerin zu ziehen. Die Darstellung von Abigail Breslin sei sicher, während jene von Jodie Foster zu viel Slapstick beinhalte. Den Film könne man dennoch auf eine „schmuddelige“ Art mögen, seine Charaktere seien einnehmend und nur wenige Erwachsene seien gegenüber den Fantasien aus der Kindheit immun.
Cinema resümiert Fosters Beitrag hingegen: „[…] der Coup dieser modernen Robinsonade ist natürlich Jodie Foster als hysterisches Phobienbündel Alex. Wenn ihr der Slapstick-Ausflug nur halb so viel Spaß gemacht hat wie dem Publikum, dürfte sie eigentlich nur noch Komödien drehen.“
Die Berliner Morgenpost vom 19. Juni 2008 schrieb, die Szenen mit Jodie Foster würden wie Fremdkörper wirken, ihre „bis ins Alberne überdrehte Darstellung“ – „ein wenig zu kalkuliert“. Foster verweise „ständig auf sich selbst“, was die „Illusion einer in sich perfekt geschlossenen Fantasie-Welt“ zerstöre. Abigail Breslin zeige „erfrischende Unbekümmertheit“, die mit der „Trauer der Halbwaisen“ vermischt sei.

## Fortsetzung
2013 erschien Die Rückkehr zur Insel der Abenteuer (OT: Return to Nim’s Island), der auf dem Roman Nim at Sea von Wendy Orr basiert. Statt Abigail Breslin war nun Bindi Irwin in der Rolle der Nim zu sehen, auch Gerard Butler und Jodie Foster wirkten in der Fortsetzung nicht mehr mit. Regie führte Brendan Maher.